# Chung kết UEFA Europa Conference League 2022
Trận chung kết UEFA Europa Conference League 2022 là trận đấu cuối cùng của UEFA Europa Conference League 2021-22, mùa giải đầu tiên của giải đấu bóng đá cấp câu lạc bộ hạng ba của châu Âu do UEFA tổ chức. Trận đấu được diễn ra vào ngày 25 tháng 5 năm 2022 tại Sân vận động Kombëtare ở Tirana, Albania, giữa câu lạc bộ Ý Roma và câu lạc bộ Hà Lan Feyenoord.
Roma giành chiến thắng 1–0 để giành chức vô địch UEFA Europa Conference League đầu tiên của giải đấu, câu lạc bộ đầu tiên đến từ Ý vô địch một giải đấu UEFA trong 12 năm. Vì họ đã giành quyền tham dự vòng bảng của UEFA Europa League 2022–23 thông qua thành tích ở giải vô địch quốc gia, danh sách tham dự của giải được cân bằng lại. Nếu đội vô địch chưa lọt vào Champions League hoặc Europa League thông qua thành tích ở giải vô địch quốc gia, đội bóng đó nhận một suất ở vòng bảng Europa League.

## Địa điểm

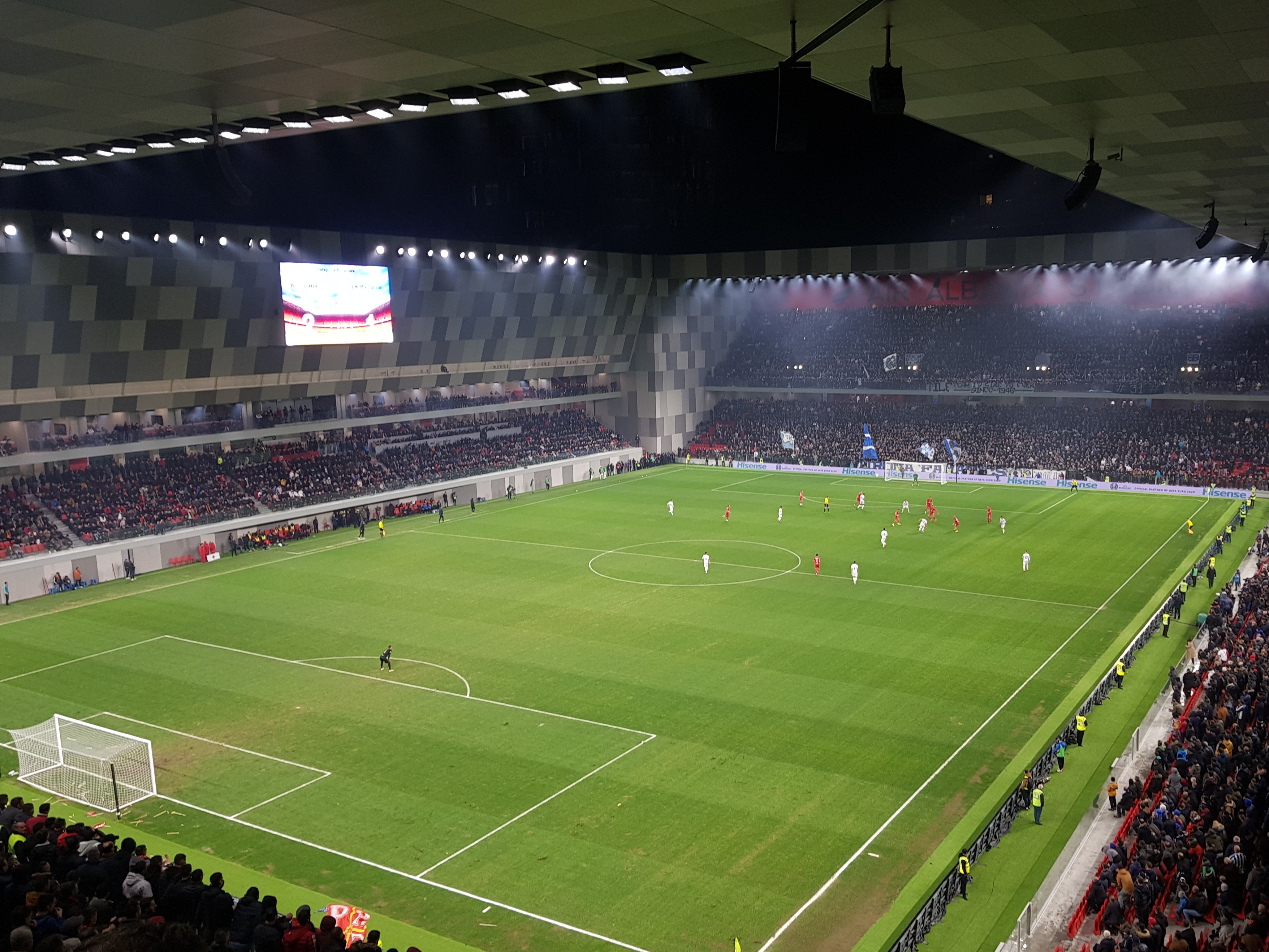
Sân vận động Kombëtare ở Tirana là nơi tổ chức trận chung kết.

Sân vận động Kombëtare được lựa chọn bởi Ủy ban điều hành UEFA trong cuộc họp của họ vào ngày 3 tháng 12 năm 2020.
Trận đấu này là trận chung kết giải đấu UEFA đầu tiên được diễn ra ở Albania. Sân vận động Kombëtare có sức chứa 21.690 chỗ ngồi là sân nhà của đội tuyển quốc gia Albania, cũng như là câu lạc bộ Dinamo Tirana và Partizani. Sân vận động khởi công xây dựng vào năm 2016, và mở cửa vào tháng 11 năm 2019.

## Đường đến trận chung kết
Ghi chú: Trong tất cả các kết quả dưới đây, tỉ số của đội lọt vào chung kết được đưa ra trước tiên (N: sân nhà; K: sân khách).
| VT | Đội           | ST | Đ  |
| -- | ------------- | -- | -- |
| 1  | Roma          | 6  | 13 |
| 2  | Bodø/Glimt    | 6  | 12 |
| 3  | Zorya Luhansk | 6  | 7  |
| 4  | CSKA Sofia    | 6  | 1  |

| VT | Đội           | ST | Đ  |
| -- | ------------- | -- | -- |
| 1  | Feyenoord     | 6  | 14 |
| 2  | Slavia Prague | 6  | 8  |
| 3  | Union Berlin  | 6  | 7  |
| 4  | Maccabi Haifa | 6  | 4  |

## Thông tin trận đấu

### Chi tiết
Đội "nhà" (vì mục đích hành chính) được xác định bằng một lượt bốc thăm bổ sung được tổ chức sau khi bốc thăm tứ kết và bán kết.
| Roma          | 1–0      | Feyenoord |
| ------------- | -------- | --------- |
| - Zaniolo 32' | Chi tiết |           |

| Roma | Feyenoord |

| GK               | 1  | Rui Patrício           | 84' |     |
| CB               | 23 | Gianluca Mancini       |     |     |
| CB               | 6  | Chris Smalling         |     |     |
| CB               | 3  | Roger Ibañez           |     |     |
| DM               | 77 | Henrikh Mkhitaryan     |     | 17' |
| DM               | 4  | Bryan Cristante        |     |     |
| RM               | 2  | Rick Karsdorp          |     | 89' |
| LM               | 59 | Nicola Zalewski        | 66' | 67' |
| AM               | 22 | Nicolò Zaniolo         |     | 67' |
| AM               | 7  | Lorenzo Pellegrini (c) | 37' |     |
| CF               | 9  | Tammy Abraham          |     | 89' |
| Dự bị:           |    |                        |     |     |
| GK               | 87 | Daniel Fuzato          |     |     |
| DF               | 5  | Matías Viña            |     | 89' |
| DF               | 15 | Ainsley Maitland-Niles |     |     |
| DF               | 24 | Marash Kumbulla        |     |     |
| DF               | 37 | Leonardo Spinazzola    |     | 67' |
| MF               | 17 | Jordan Veretout        |     | 67' |
| MF               | 27 | Sérgio Oliveira        |     | 17' |
| MF               | 52 | Edoardo Bove           |     |     |
| FW               | 11 | Carles Pérez           |     |     |
| FW               | 14 | Eldor Shomurodov       |     | 89' |
| FW               | 64 | Felix Afena-Gyan       |     |     |
| FW               | 92 | Stephan El Shaarawy    |     |     |
| Huấn luyện viên: |    |                        |     |     |
| José Mourinho    |    |                        |     |     |

| GK               | 1  | Justin Bijlow (c)        |     |     |
| RB               | 3  | Lutsharel Geertruida     |     |     |
| CB               | 18 | Gernot Trauner           | 25' | 74' |
| CB               | 4  | Marcos Senesi            |     |     |
| LB               | 5  | Tyrell Malacia           |     | 88' |
| CM               | 26 | Guus Til                 |     | 59' |
| CM               | 17 | Fredrik Aursnes          |     |     |
| CM               | 10 | Orkun Kökçü              |     | 88' |
| RF               | 14 | Reiss Nelson             |     | 74' |
| CF               | 33 | Cyriel Dessers           |     |     |
| LF               | 7  | Luis Sinisterra          |     |     |
| Dự bị:           |    |                          |     |     |
| GK               | 16 | Valentin Cojocaru        |     |     |
| GK               | 21 | Ofir Marciano            |     |     |
| GK               | 30 | Thijs Jansen             |     |     |
| DF               | 2  | Marcus Holmgren Pedersen |     | 74' |
| DF               | 13 | Philippe Sandler         |     |     |
| DF               | 25 | Ramon Hendriks           |     |     |
| DF               | 32 | Denzel Hall              |     |     |
| MF               | 6  | Jorrit Hendrix           |     |     |
| MF               | 28 | Jens Toornstra           |     | 59' |
| FW               | 9  | Alireza Jahanbakhsh      |     | 88' |
| FW               | 11 | Bryan Linssen            |     | 74' |
| FW               | 23 | Patrik Wålemark          |     | 88' |
| Huấn luyện viên: |    |                          |     |     |
| Arne Slot        |    |                          |     |     |

| Cầu thủ xuất sắc nhất trận đấu: Chris Smalling (Roma) Trợ lý trọng tài: Vasile Marinescu (Romania) Ovidiu Artene (Romania) Trọng tài thứ tư: Sandro Schärer (Thụy Sĩ) Trợ lý trọng tài video: Marco Fritz (Đức) Trợ lý tổ trợ lý trọng tài video: Christian Dingert (Đức) Hỗ trợ tổ trợ lý trọng tài: Bastian Dankert (Đức) | Luật trận đấu - 90 phút thi đấu chính thức - 30 phút của hiệp phụ nếu tỷ số hòa sau thời gian thi đấu chính thức - Loạt sút luân lưu nếu tỷ số vẫn hòa sau hiệp phụ - Mỗi đội có 12 cầu thủ dự bị - Mỗi đội thay tối đa 5 cầu thủ, với cầu thủ thứ sáu được phép thay ở hiệp phụ |

### Thống kê
| Thống kê           | Roma | Feyenoord |
| ------------------ | ---- | --------- |
| Bàn thắng ghi được | 1    | 0         |
| Tổng cú sút        | 2    | 5         |
| Cú sút trúng đích  | 1    | 2         |
| Cứu thua           | 2    | 0         |
| Kiếm soát bóng     | 42%  | 58%       |
| Phạt góc           | 2    | 1         |
| Phạm lỗi           | 3    | 8         |
| Việt vị            | 1    | 0         |
| Thẻ vàng           | 1    | 1         |
| Thẻ đỏ             | 0    | 0         |

| Thống kê           | Roma | Feyenoord |
| ------------------ | ---- | --------- |
| Bàn thắng ghi được | 0    | 0         |
| Tổng cú sút        | 6    | 7         |
| Cú sút trúng đích  | 2    | 3         |
| Cứu thua           | 3    | 2         |
| Kiếm soát bóng     | 33%  | 67%       |
| Phạt góc           | 2    | 5         |
| Phạm lỗi           | 5    | 10        |
| Việt vị            | 0    | 0         |
| Thẻ vàng           | 3    | 0         |
| Thẻ đỏ             | 0    | 0         |

| Thống kê           | Roma | Feyenoord |
| ------------------ | ---- | --------- |
| Bàn thắng ghi được | 1    | 0         |
| Tổng cú sút        | 8    | 12        |
| Cú sút trúng đích  | 3    | 5         |
| Cứu thua           | 5    | 2         |
| Kiếm soát bóng     | 37%  | 63%       |
| Phạt góc           | 4    | 6         |
| Phạm lỗi           | 8    | 18        |
| Việt vị            | 1    | 0         |
| Thẻ vàng           | 4    | 1         |
| Thẻ đỏ             | 0    | 0         |